# Nemesi (A67)
Nemesi è il sesto album in studio del gruppo musicale 'A67, pubblicato nel 2024 dall'etichetta discografica Betty Wrong.

## Descrizione
Composto da 10 tracce cantate in napoletano il disco è accompagnato da Nemesi d'amore e di anarchia un'antologia di racconti scritti da 18 autori e ispirati dalle canzoni del gruppo partenopeo.

## Tracce
1. Si sicuro? – 2:00
2. Annarella – 2:28
3. 'O bene – 3:01
4. Famme capì (feat. Séverine Seba) – 3:03
5. L'addore – 3:40
6. Num me cagnà – 3:19
7. 'O core – 3:35
8. L'addore 2 (feat. Elisabetta Serio) – 3:31
9. Requiem – 4:44
10. MEGD – 4:18

Durata totale: 33:39

## Formazione
- Daniele Sanzone - voce
- Enzo Cangiano - chitarre
- Gianluca Ciccarelli - basso
- Mirko Del Gaudio - batteria